# Virgin Mobile France
A Virgin Mobile France foi uma operadora de telefonia celular na França. Foi lançado em 2006 como uma joint venture entre a Virgin Group e a Carphone Warehouse. A empresa operava como operadora de rede virtual móvel (MVNO), não possuindo ou operando sua própria rede móvel, mas usando a rede da Orange SA Em junho de 2014, a empresa era a maior MVNO da França, com 1,5 milhão de clientes. e tinha uma quota de mercado de 1,3% no início de 2014. A Carphone Warehouse e a Virgin Group chegaram a um acordo para vender suas participações para a operadora de TV a cabo francesa Numericable em junho de 2014 por € 325 milhões, sujeito à aprovação regulatória. A venda foi concluída em 5 de Dezembro de 2014.
Em novembro de 2015, a Numericable-SFR (agora SFR) anunciou que descontinuaria o uso da marca Virgin Mobile, levando os clientes em planos de prazo fixo para a marca SFR e aqueles sem contratos com a marca RED.